# Doctum doces
La locuzione latina Doctum doces, tradotta letteralmente, significa Insegni a uno che già sa (Plauto, Poenulus, scena 4.2, vers. 800). 
"Stai perdendo il tuo tempo", dice il servo Sincerasto a Milfione. "Perché mai?" chiede quest'ultimo; perché "doctum doces", risponde il servo.